# ضحضح

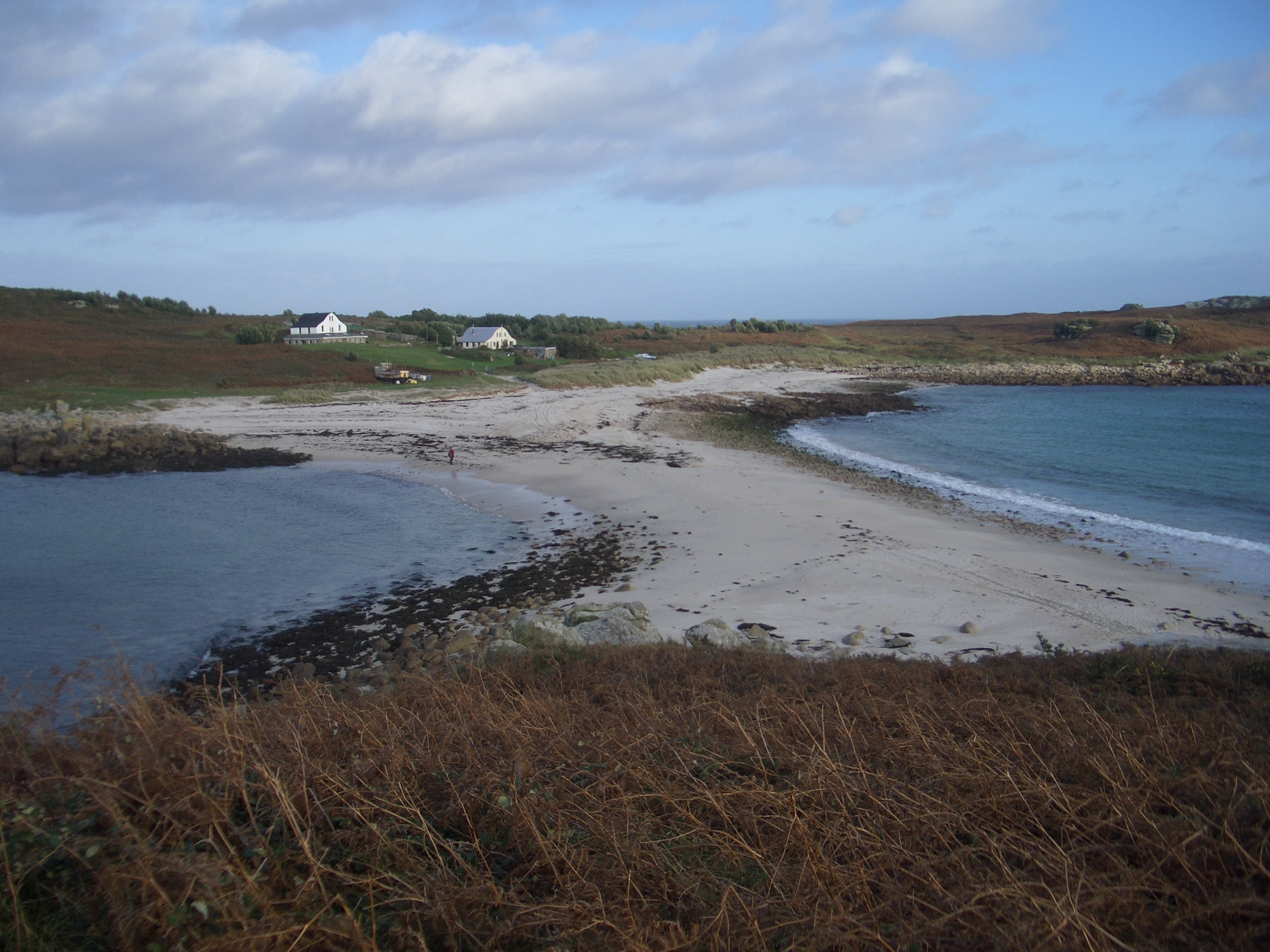
ضحضح في جزر سيلي في كورنوال، إنجلترا.

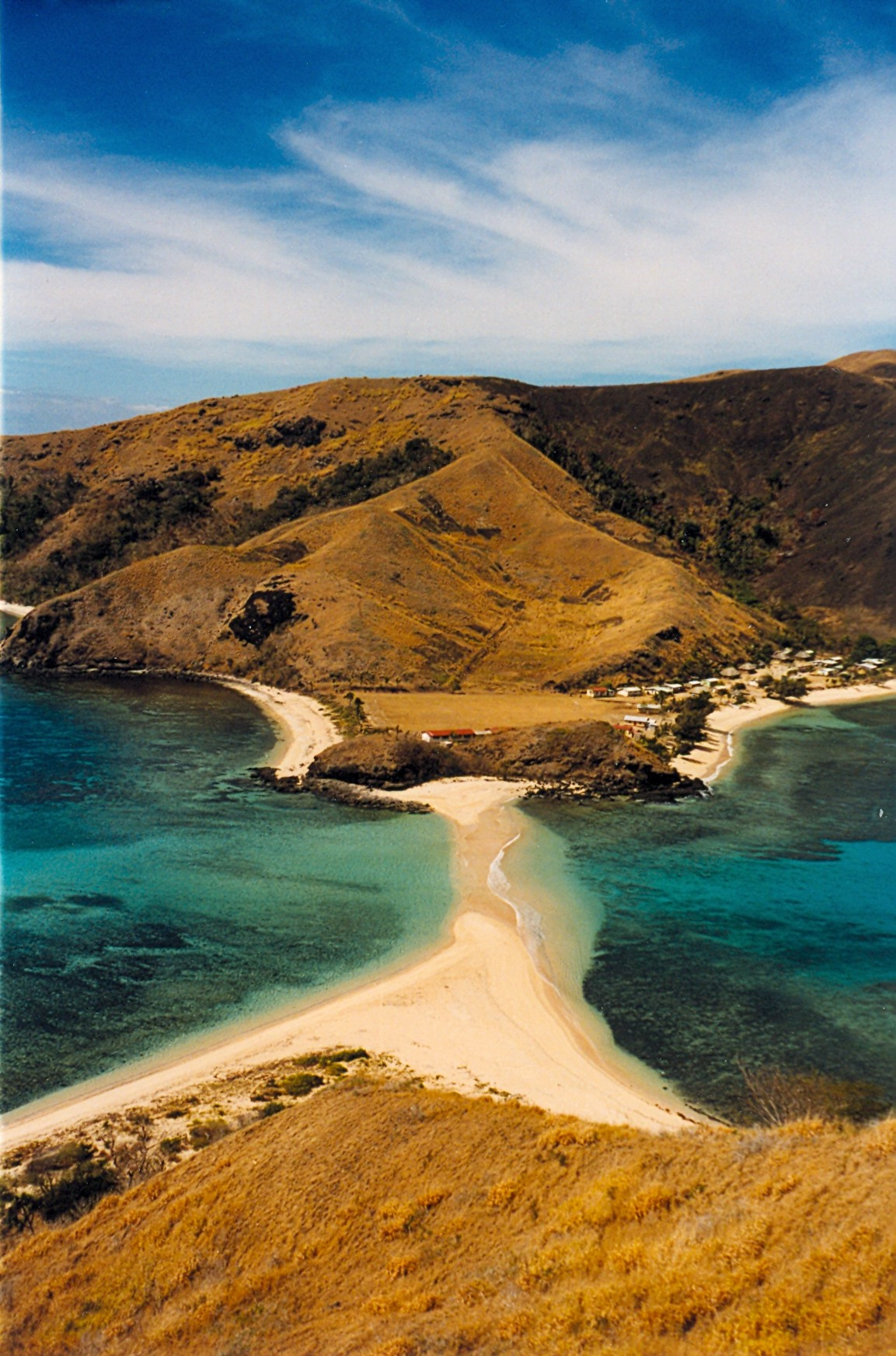
ضحضح في فيجي.

الضَّحْضَح أو الضَّحْضَاح أو الرُّقَارِق أو المَضْحَل أو ضحضاح المياه أو الحدبة البحرية هي التي تتشكل من تراكم الرواسب الرملية في مصبات الأنهار أو على الجروف القارية التي ربما تشكل خطر علي السفن. تعتبر المياه ضحلة عند الجروف القارية إذا كانت أقل من 10 متر تحت سطح البحر أثناء الجزر، وتشكل العوامل التي تكون الحانات البحرية أيضا الضحاضح.